# Konstantin Novoselov

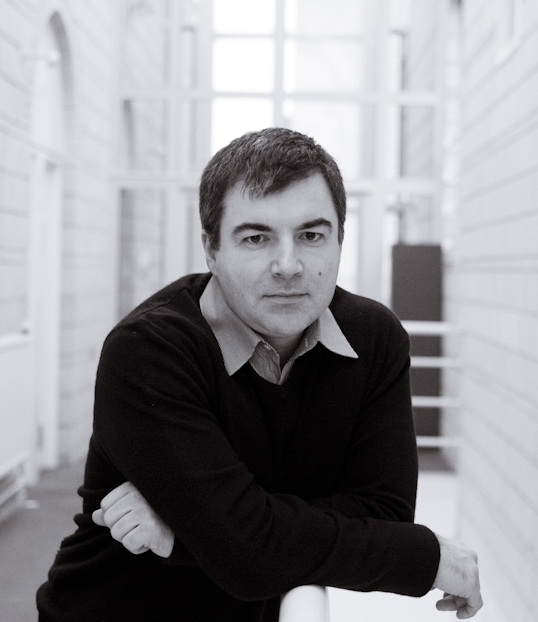
Konstantin Novoselov (2013)

Sir Konstantin Novoselov, eigentlich Konstantin Sergejewitsch Nowosjolow, (russisch Константин Сергеевич Новосёлов, wiss. Transliteration Konstantin Sergeevič Novosëlov; * 23. August 1974 in Nischni Tagil) ist ein russisch-britischer Physiker und aktueller Inhaber der Langworthy Professur, der durch seine Untersuchungen am Kohlenstoff-Allotrop Graphen bekannt wurde. Im Jahre 2010 erhielt er dafür zusammen mit Andre Geim den Nobelpreis für Physik. 
Novoselov schloss 1997 sein Studium am Moskauer Institut für Physik und Technologie cum laude ab. Von 1997 bis 1999 forschte er am Institut für mikroelektronische Technologie in Tschernogolowka, von 1999 bis 2001 an der Radboud-Universität Nijmegen, die ihn 2004 zum Doktor promovierte. Seit 2001 arbeitet er an der University of Manchester. 2005 bis 2006 war er dort Leverhulme Research Fellow und von 2007 bis 2014 Royal Society Research Fellow. 2010 wurde er zum Professor  ernannt und seit 2013 ist er Langworthy Professor of Physics an der University of Manchester und seit 2014 auch Royal Society Research Professor. Er wurde von 2008 bis 2013 durch einen Starting Grant des Europäischen Forschungsrats (European Research Council, ERC) gefördert und war damit der erste ERC Grantee, der mit einem Nobelpreis ausgezeichnet wurde. 2013 erhielt er einen Synergy Grant des ERC. Seit 2019 ist er Vorsitzender des Strategic Advisory Board am Schaffhausen Institute of Technology.
Er war an der Entwicklung der ballistischen Hall-Magnetometrie beteiligt, die erstmals die Messung der Magnetisierung individueller Supraleiter im Submikrometerbereich ermöglichte. Dies nutzte er, um die Bewegung magnetischer Domänengrenzen in ferromagnetischen Materialien aufzuzeigen. Er war Mitentwickler von Gecko tape, das auf demselben Mechanismus beruht, der Geckos das Klettern auf glatten Oberflächen erlaubt. Außerdem beschäftigt er sich mit zweidimensionalen Kristallen, deren bekanntestes Graphen ist.
Er hat die russische und britische Staatsbürgerschaft.

## Auszeichnungen
- 2007: Nicholas Kurti European Prize
- 2008: University of Manchester Researcher of the Year
- 2008: Young Scientist Prize (Internationale Union für Reine und Angewandte Physik)
- 2008: Technology Review-35 Young Innovator
- 2008: EuroPhysics Prize zusammen mit Andre Geim
- 2010: Nobelpreis für Physik zusammen mit Andre Geim[8]
- 2010: Kommandeur im Orden vom Niederländischen Löwen[9]
- 2011: Ehrenmitglied der Royal Society[10]
- 2011: Ehrenmitglied des Institute of Physics[11]
- 2012: Ritterschlag als Knight Bachelor im Rahmen der New Year Honours durch Königin Elisabeth II.; er wurde damit in den Adelsstand erhoben.
- 2013: Leverhulme-Medaille
- 2014: Lars Onsager Lecture
- 2015: Mitglied der Academia Europaea
- 2016: Carbon Medal der American Carbon Society
- 2016: Dalton Medal der Manchester Literary and Philosophical Society
- 2019: ausländisches Mitglied der National Academy of Sciences